# Franziska Schubert (Politikerin)

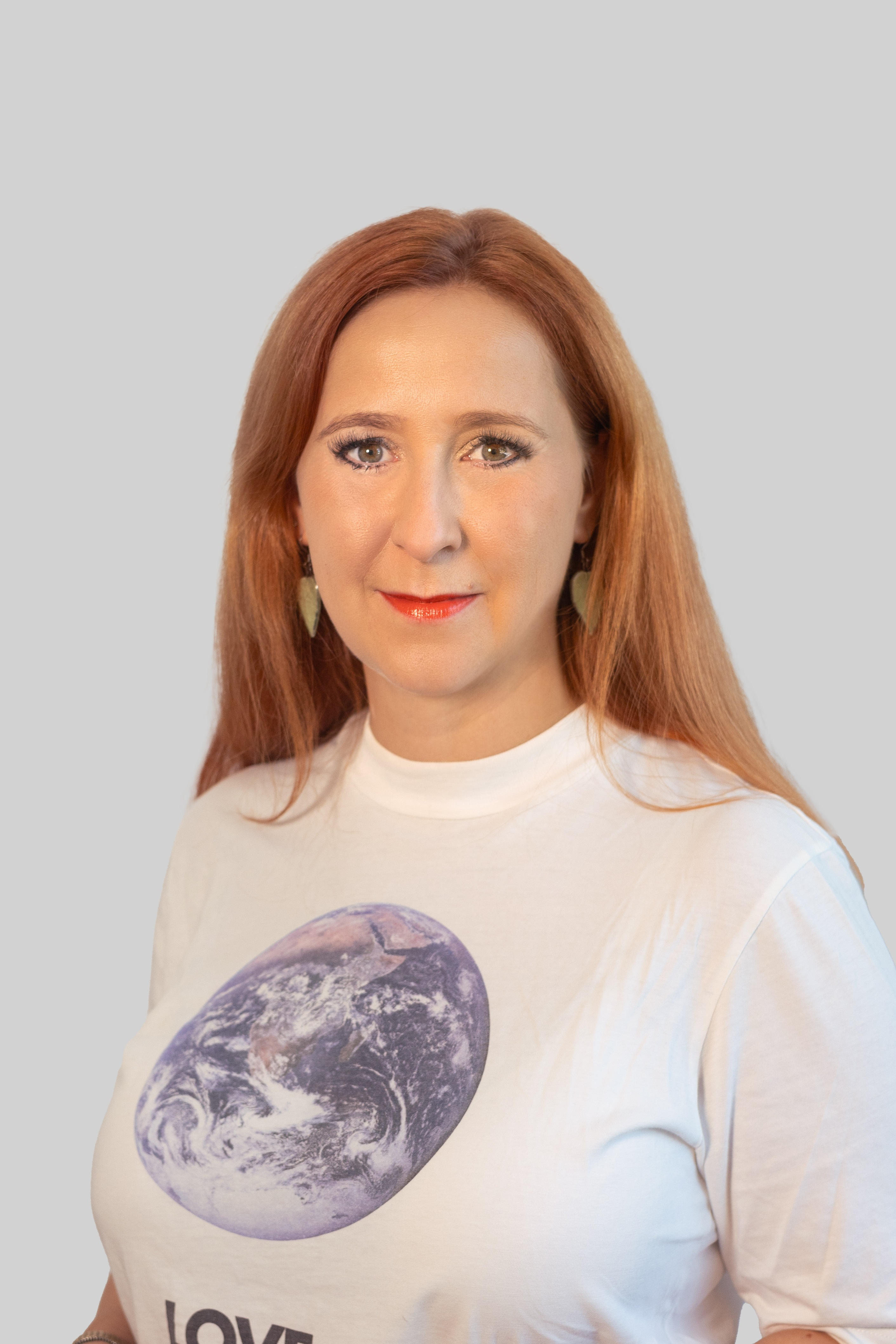
Franziska Schubert

Franziska Schubert (* 3. Mai 1982 in Löbau) ist eine deutsche Politikerin (Bündnis 90/Die Grünen) und seit 2014 Abgeordnete im Sächsischen Landtag. Seit Januar 2020 ist sie Fraktionsvorsitzende der Grünen im Landtag.

## Leben
Franziska Schubert wuchs in Neugersdorf auf und legte 2000 die Abiturprüfung ab. Nach einem freiwilligen ökologischen Jahr in Weißwasser absolvierte sie ab 2001 den Studiengang Europäische Studien an der Universität Osnabrück mit dem Bachelor-Abschluss. Dieses Studium umfasste die Fächer Politik, Wirtschafts- und Sozialgeographie sowie Soziologie. Von 2004 bis 2005 studierte sie mit Hilfe eines DAAD-Stipendiums International Relations in Budapest, bevor sie 2007 zum Masterabschluss nach Osnabrück zurückkehrte. Schubert forschte in Ungarn zu den Auswirkungen des EU-Beitritts Ungarns auf das ungarisch-rumänische Grenzverhältnis exemplarisch am Beispiel der Grenzstadt Gyula. Ab 2009 bis 2014 war sie an der Universität Dresden in der Lehre tätig. Ihre Schwerpunkte waren die Entwicklung von Grenzregionen, Stadt- und Regionalentwicklung und der Umgang mit demographischem Wandel in Ostdeutschland und Osteuropa.
2012 wurde Schubert Neulandgewinnerin der Robert-Bosch-Stiftung. Sie ist heute Mitglied in der Programm-Jury.
Mit der Unterstützung der Oberlausitzer Kreisverbände Görlitz und Bautzen-Budyšin wurde Schubert bei der Listenaufstellung für die Landtagswahl auf den neunten Listenplatz gewählt. Nach der Landtagswahl in Sachsen 2014, bei der die Grünen acht Sitze im Parlament erreichten, rückte sie für die Spitzenkandidatin Antje Hermenau, die ihr Mandat aufgab, in den Landtag nach.
Für die Fraktion Bündnis 90/Die Grünen im Sächsischen Landtag war sie in der 6. Legislaturperiode (2014–2019) finanzpolitische Sprecherin und Mitglied des Petitionsausschusses. Sie ist außerdem religionspolitische Sprecherin und Sprecherin für sorbische Angelegenheiten und war seit 2015 stellvertretende Fraktionsvorsitzende.
Schubert ist für ihre Partei seit 2014 Mitglied des Görlitzer Kreistages. 2014–2019 war sie erstes und einziges grünes Mitglied im Stadtrat von Ebersbach-Neugersdorf. Sie ist Mitbegründerin des Bündnisses Oberlausitz.
Franziska Schubert hat zudem verschiedene Vereine mitgegründet, zum Beispiel den LEBENs(T)RÄUME e. V. oder den Neuland gewinnen e. V.
Schubert kandidierte bei der Oberbürgermeisterwahl in Görlitz am 26. Mai 2019 als gemeinsame Kandidatin des Bündnisses aus Bürger für Görlitz, der Bündnisgrünen sowie Motor Görlitz. Später erhielt sie zudem Unterstützung durch die SPD sowie Die Partei. Im ersten Wahlgang kam sie mit 27,9 % der Simmen auf das drittbeste Ergebnis hinter dem Kandidaten der AfD Sebastian Wippel (36,4 %) und dem Landtagsabgeordneten der CDU Octavian Ursu (30,3 %). Im zweiten Wahlgang trat sie nicht mehr an und rief stattdessen ihre Wähler dazu auf, für eine offene Europastadt zu stimmen, und so wurde Octavian Ursu am 16. Juni 2019 mit 55,2 % der Stimmen zum neuen Oberbürgermeister gewählt.
Schubert gehörte auch dem siebenten Sächsischen Landtag an (2019–2024). An den Koalitionsverhandlungen vor der Bildung des Kabinetts Kretschmer II war sie als Mitglied des Verhandlungsteams beteiligt. Sie war finanzpolitische Sprecherin ihrer Fraktion. Am 28. Januar 2020 wurde sie als Nachfolgerin von Wolfram Günther einstimmig zur Fraktionsvorsitzenden gewählt.
Bei der Landtagswahl in Sachsen 2024 trat Schubert als eine der drei Spitzenkandidaten von Bündnis 90/Die Grünen an. Sie zog auf Listenplatz 3 als eine der sieben neu gewählten Abgeordneten von Bündnis 90/Die Grünen in den Landtag ein.
Schubert lebt in Ebersbach-Neugersdorf und hat einen Sohn.